# はっぱっぱ体操
はっぱっぱ体操（はっぱっぱたいそう）は、千葉県柏市の柏の葉地区で考案された、カラダと脳を鍛えるご当地体操。

## 概要
約3分半の音楽にあわせて、カラダと脳を楽しく鍛えることができる体操。最先端の運動科学とダンス要素、アート要素が融合された、「従来の体操らしくない体操」として柏の葉地域では老若男女に親しまれている。この地域の開発を進めている三井不動産、東京大学柏2キャンパス生涯スポーツ健康科学センター、公民学が連携した街づくり機関「柏の葉アーバンデザインセンター (UDCK)」などで組織された実行委員会が中心となって普及活動を進めている。
柏の葉地区は、つくばエクスプレスの開通に伴い住宅地やマンションが次々建設され、2012年までに駅前だけでも約1万人が移住してくる大規模都市開発エリア。住民交流を促し地域コミュニティを活性化させる施策として、はっぱっぱ体操プロジェクトは始まった。千葉県、柏市、東京大学、千葉大学によって策定されたこの地域の街づくりビジョン「柏の葉国際キャンパスタウン構想」でも健康と交流の促進がうたわれており、はっぱっぱ体操は当構想に基づいた街づくり施策のひとつとして位置づけられている。

## 制作者
- 監修：小林寛道（東京大学名誉教授）
- 振付：斉藤美音子（振付家・ダンサー）
- 音楽：ジム・オルーク（作曲家・編曲家・プロデューサー）
- CGアニメーション：グルーヴィジョンズ（デザイングループ）

## 特徴と効果
日常生活では馴染みのない動作要素を複雑に組み合わせ、ボディーインナーマッスルを効果的に鍛えることで、カラダだけでなく脳をも活性化させるのが最大の特徴。
全部で12種類の動きがあるが、同じ側の手足を同時に動かす「なんば」の動作要素が全体にちりばめられている。なんばの動きは、体の神経を縦に使う「同側型神経支配」の動きであり、ボディー・インナーマッスルを鍛えるためには効果的と言われている。
また、「間違えやすい動き」をあえて盛り込んでいたり、「ハッ、パッ、カシワノハ！」と掛け声をあげながら自由にポーズをとらせたりと、飽きさせずにゲーム感覚で楽しめる工夫がなされている。